# Miranda Wernay Dagsson
Miranda Wernay Dagsson (født 1998) var formand for Danske Skoleelever (DSE) i perioden april 2014 - april 2015.
Miranda blev valgt på et tillidsvalg til Danske Skoleelevers generalforsamling i 2014.
Hun gik på Christianshavns skole.